# SC Maguari
Die Sport Club Maguari war ein Sportverein aus Fortaleza im brasilianischen Bundesstaat Ceará.

## Geschichte

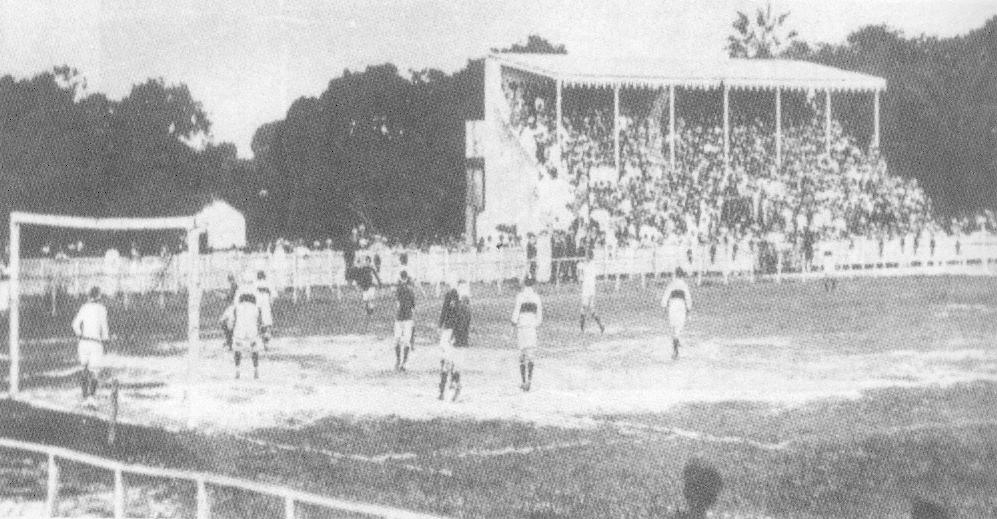
Szene Maguari gegen Ceará SC 1927

1924 gab es in Fortaleza eine Firma namens Saunders, Barbosa & Cia. Diese betrieb unter anderem eine Gerberei in Belém. Diese lag am Rio Maguari, Fluss des Maguari, nach diesem war enthielt das Logo der Firma einen Maguaristorch. Ermutigt durch die Töchter des Inhabers Saunders, welche Fußballfans waren, gründeten Hugo Gil Saunders, José de Freitas Barbosa und Armando Guilherme, die Direktoren des Unternehmens, sowie die Mitarbeiter Hugo Berthold Saunders, Raimundo Freitas Barbosa und João Barbosa, ein Team im Unternehmen zu bilden. Am 24. Juni 1924 wurde Maguari, zu der zeit noch mit der Schreibweise Maguary wurde gegründet und nach der Gerberei, die im Gegenzug das Unternehmen finanzierte. Einer der Spitznamen der Mannschaft wurde Clube dos Príncipes, Klub der Prinzen. Der Klub wurde weder als Eliteklub noch als Vorstadtklub charakterisiert. Das Publikum, das Maguari besuchte, bestand aus Menschen aus der Mittelschicht, Universitätsstudenten und anderen Sektoren, die nicht die sogenannten eleganten Klubs besuchten. Nach dem Maguaristorch wurden die Farben des Klubs Schwarz und Weiß.
Am 14. August 1975 wurde der Klub endgültig aufgelöst und sein Sitz an die Companhia Energética do Ceará (COELCE) verkauft. Am 10. Dezember 2012 hat der Gemeinderat das letzte Anwesen des Klubs in der Rua Barão do Rio Branco Nr. 2955, im Stadtteil Fátima, als historisch-kulturelles Erbe eingestuft.

## Fußball
1927 gab Maguari sein Debüt in der Staatsmeisterschaft und ein Jahr später konnte der Klub diese bereits gewinnen. Dem Erfolg schlossen sich drei weitere Titel und sieben Vizemeisterschaften an. Maguari ging in die Geschichte des Radiosenders von Ceará ein, als am 24. Dezember 1939 der Pionier Ceará Rádio Clube (PRE-9), die erste Radioübertragung eines Spiels der Staatsmeisterschaft von Ceará durchführte. An dem Spiel, das in Fortaleza stattfand, nahmen die Mannschaften Estrela do Mar EC und Maguari teil.

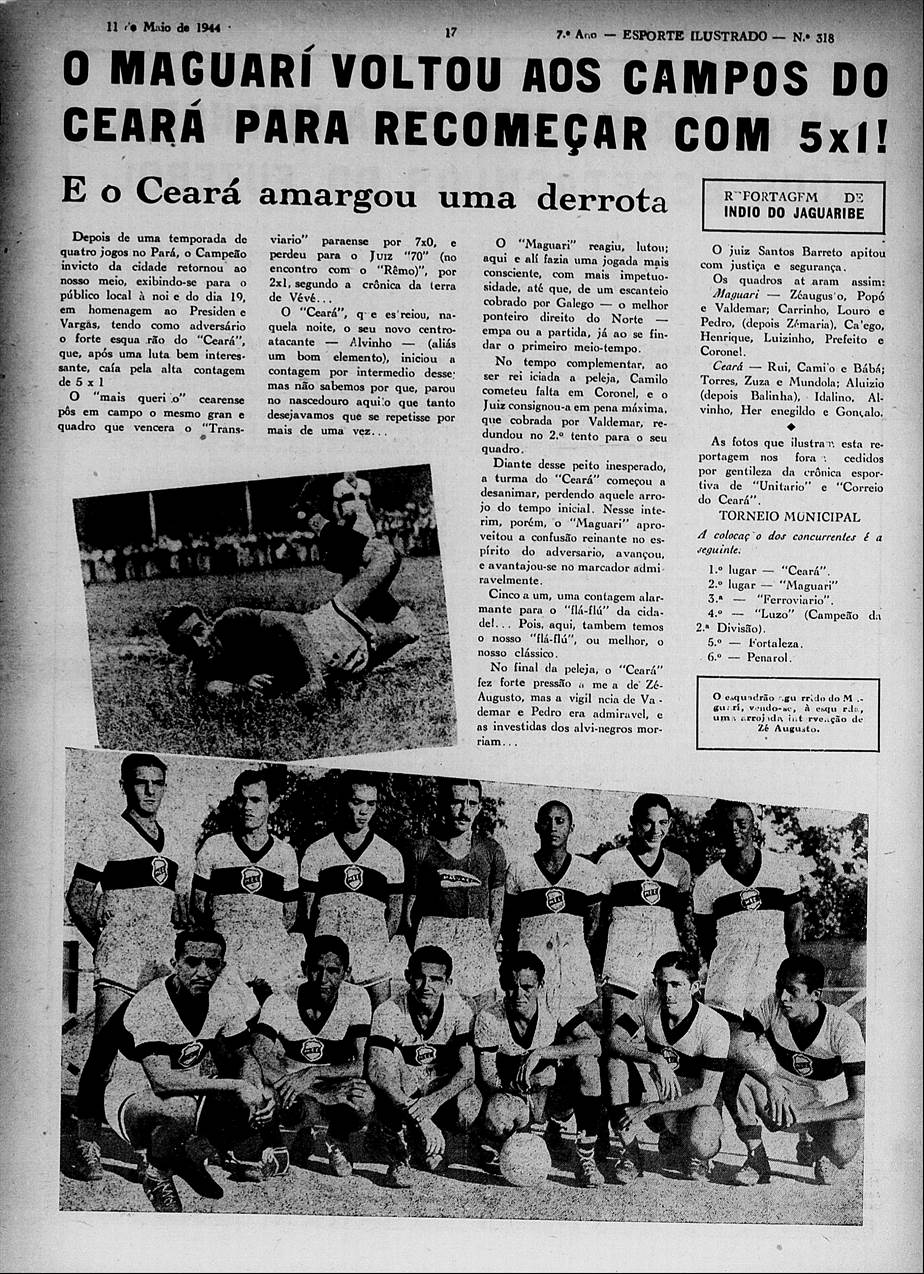
Fußballmannschaft 1944

Die Meisterschaft 1944 wurde ungeschlagen gewonnen, und aus diesem Grund galt Maguari als klarer Favorit auf den Titel von 1945. Der Vorstand des Vereins investierte viel, um die dritte Meisterschaft in Folge zu gewinnen, aber der Titel ging in diesem Jahr an Ferroviário AC. Die Aufregung war so groß, dass der Verein in eine große Krise geriet, die zum Deaktivierung seiner Fußballabteilung führte. Seine Fans wanderte zu den Mannschaften von Ferroviário und vor allem Fortaleza EC ab, aufgrund der großen Rivalität, die diese mit dem Ceará SC hatten.
Ab 1972 nahm der Klub unter dem Namen Maguari Esporte Clube wieder an Spielen der Staatsmeisterschaft teil. In dem Jahr nahm der Maguari das einzige Mal an einem nationalen Wettbewerb teil. Man hatte sich über die Staatsmeisterschaft für Série B, der zweiten Liga Brasiliens, qualifiziert. Bei der Campeonato Nacional de Clubes da Segunda Divisão 1972 trat Maguari am 16. September gegen den Calouros do Ar FC an. Das Debüt konnte der Klub mit 1:0 gewinnen. Nach Austragung der Staatsmeisterschaft 1975 beendete Maguari sein Engagement wieder.

### Teilnahme an Fußballwettbewerben
| Wettbewerb          | Teilnahmen                 |
| ------------------- | -------------------------- |
| Série B             | 01× – 1972                 |
| Staatsmeisterschaft | 23× – 1927–1945, 1972–1975 |

### Erfolge Fußball
- Staatsmeisterschaft von Ceará 4×: 1929, 1936, 1943, 1944
- Staatsmeisterschaft von Ceará – Vizemeister 7×: 1928, 1930, 1932, 1935, 1937, 1938, 1945

## Weitere Aktivitäten

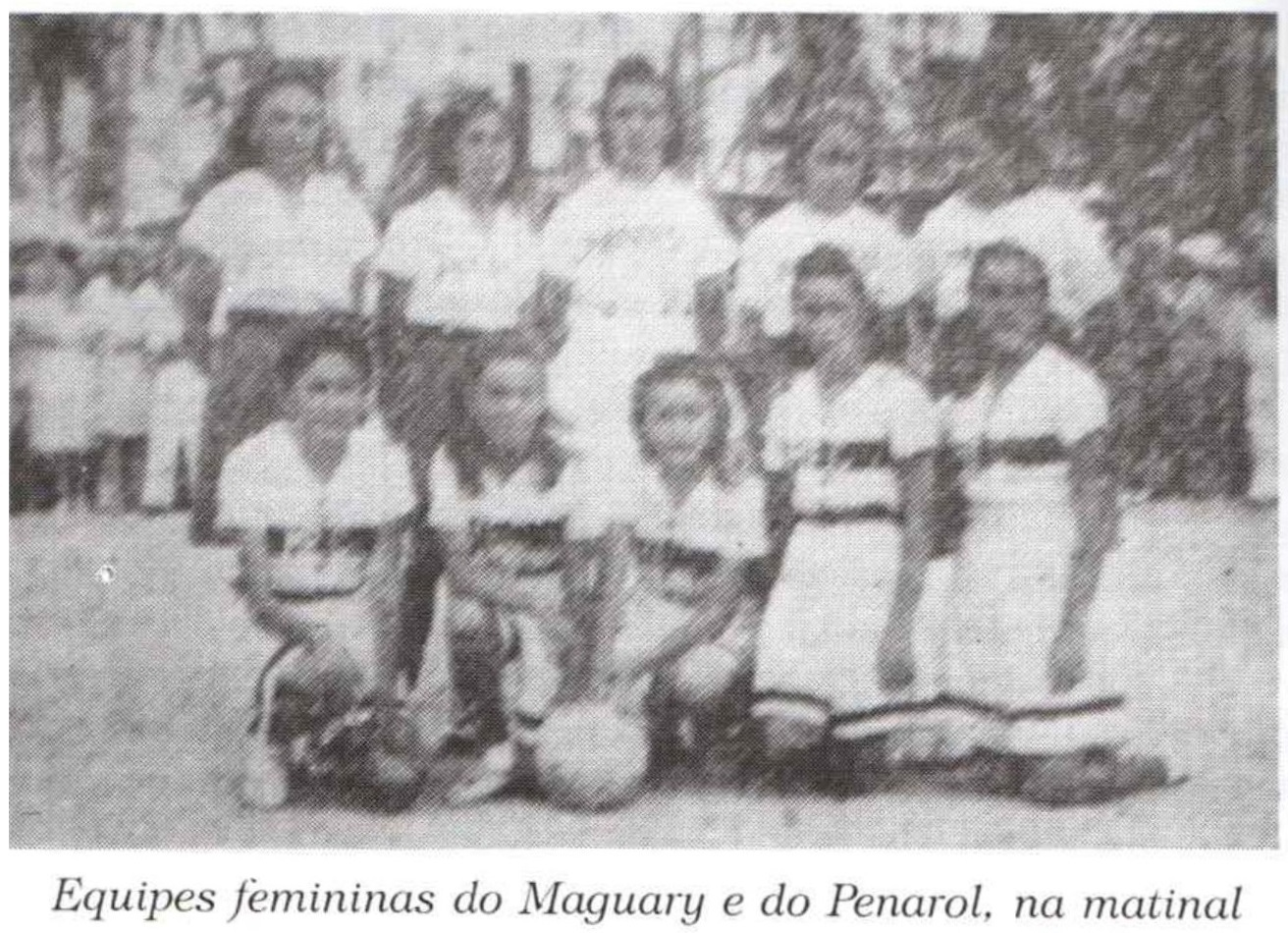
Frauenbasketballmannschaft 1941

Spätestens ab 1929 unterhielt Maguari eine Basketballmannschaft. Die Auswahl der Herren war auf regionaler Ebene ähnlich erfolgreich wie die Fußballmannschaft und die der Frauen war mindestens 1961 Staatsmeister.
Des Weiteren war der Klub im Futsal und Volleyball aktiv.
1955 wurde die Repräsentantin von Maguari Emília Barreto zur Miss Ceará und Miss Brasil gewählt. Bei der Miss Universe erreichte sie das Halbfinale.

### Erfolge Basketball

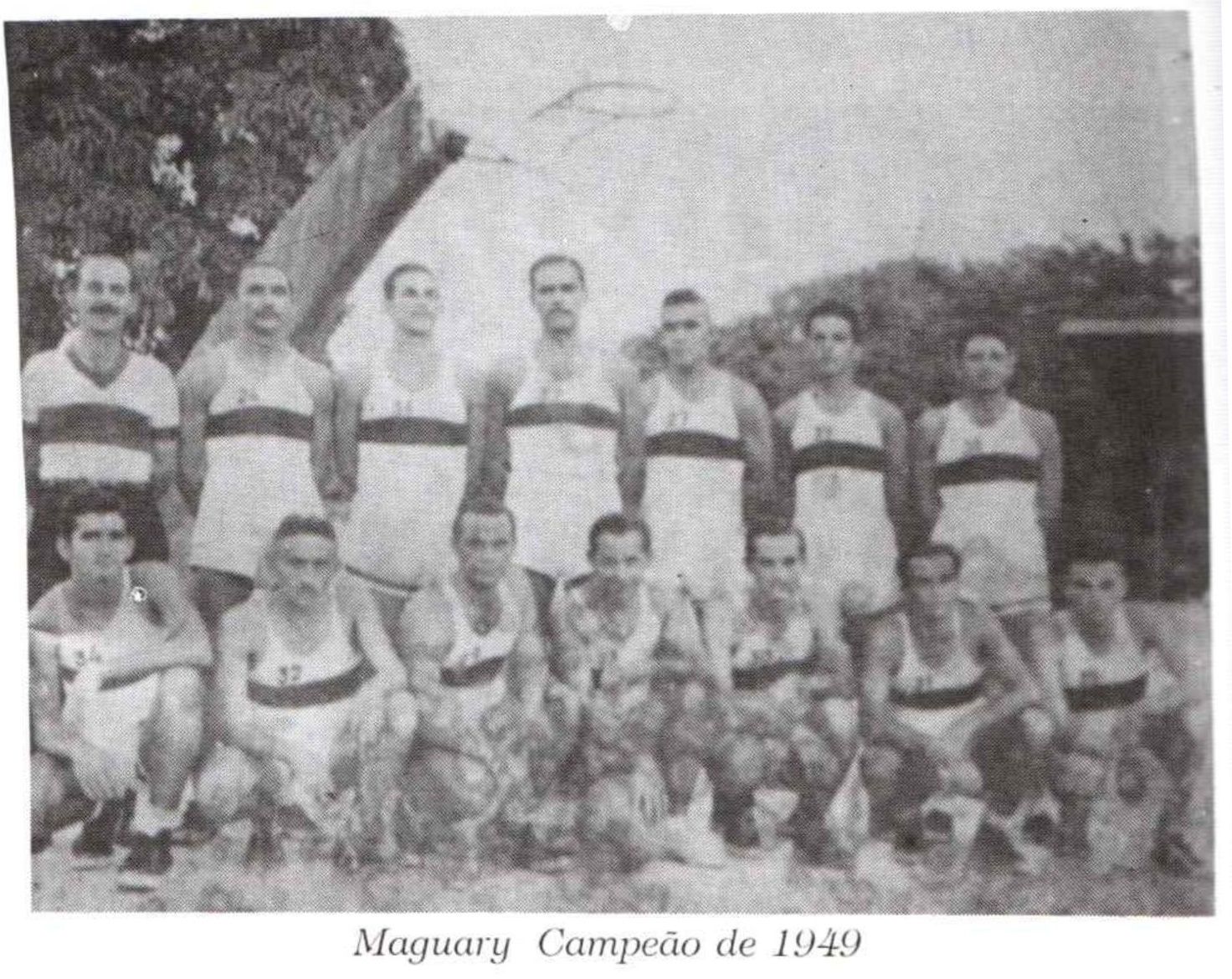
Basketballmannschaft 1949

- Staatsmeisterschaft von Ceará 5×: 1947, 1949, 1951, 1961, 1968
- Staatsmeisterschaft von Ceará – Vizemeister 2×: 1938, 1959